# Hahnia melloleitaoi
Hahnia melloleitaoi là một loài nhện trong họ Hahniidae.
Loài này thuộc chi Hahnia. Hahnia melloleitaoi được miêu tả năm 1942 bởi Schiapelli & Gerschman.